# Kamenički Vrhovec
Kamenički Vrhovec – wieś w Chorwacji, w żupanii varażdińskiej, w mieście Lepoglava. W 2011 roku liczyła 205 mieszkańców.